# Khairpur (Stadt)

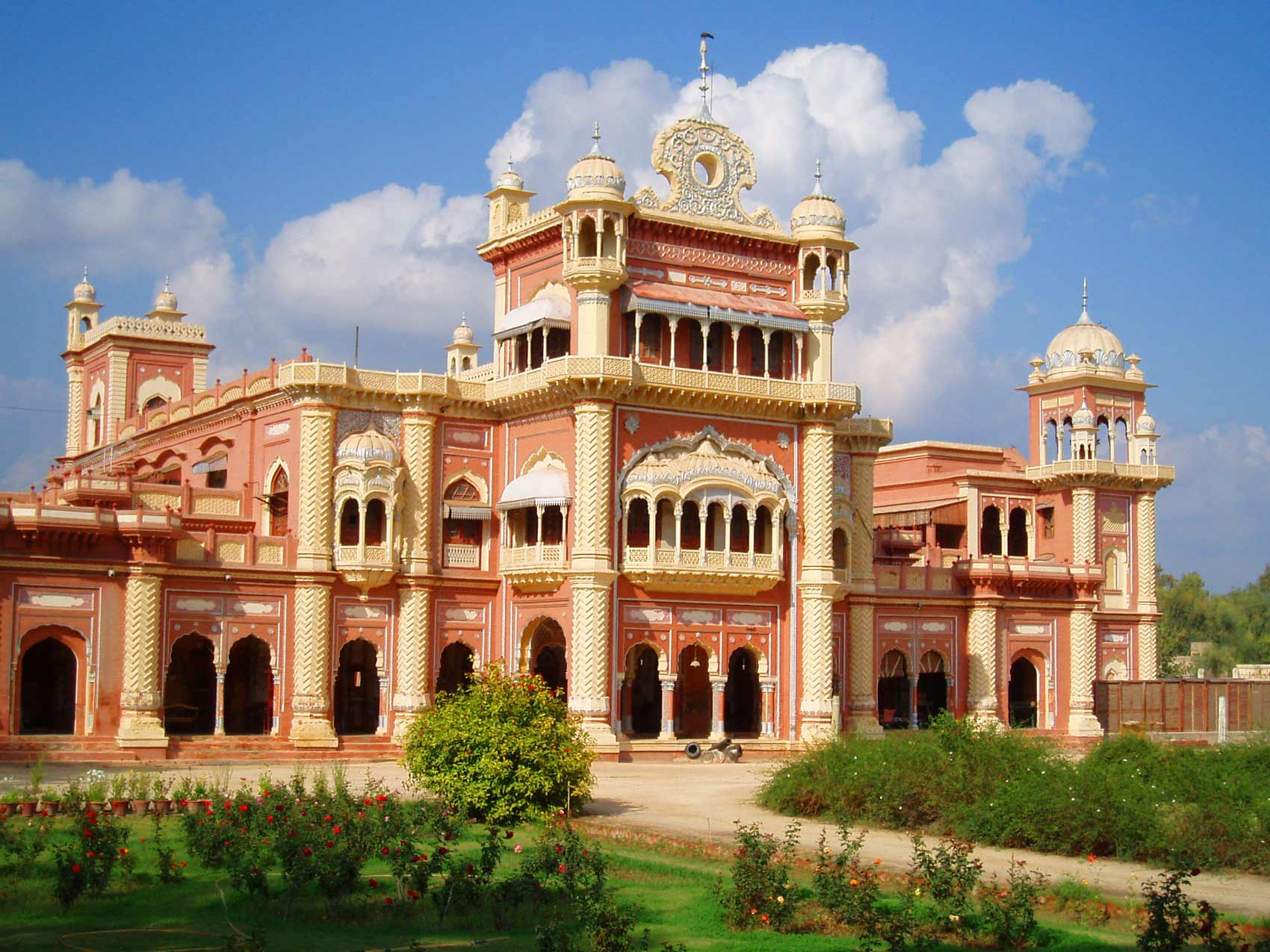
Palast von Khairpur

Khairpur (Sindhi خیرپور, Urdu خيرپُور) ist der Verwaltungssitz des Distrikts Khairpur in der Provinz Sindh in Pakistan.
Als Kommunikationszentrum ist es über Schienen mit Peschawar und Karatschi und auf der Straße mit Sukkur und Karatschi verbunden.

## Geschichte
Die Stadt wurde 1783 von Mīr Sohrāb Khān gegründet, der den Khairpur-Zweig der Familie Tālpur gründete. Die Siedlung wurde als Sitz der Herren des Prinzenstaats Khairpur ausgewählt. 1955 wurde dieser von Pakistan annektiert.

## Wirtschaft
Nach der Gründung Pakistans im Jahr 1947 entwickelte sich die Stadt industriell mit Textil-, Seiden-, Leder- und Teppichfabriken sowie Zucker- und  Mehlverarbeitung.

## Bevölkerungsentwicklung
| Zensusjahr | Einwohnerzahl |
| ---------- | ------------- |
| 1972       | 48.299        |
| 1981       | 61.447        |
| 1998       | 105.637       |
| 2017       | 183.181       |

## Bildung
Die Stadt ist der Sitz der Shah Abdul Latif University, welche seit 1987 den Status einer Universität besitzt.